# Simplectomorfismo
Un simplectomorfismo es un difeomorfismo definido sobre una variedad simpléctica, que preserva la forma simpléctica, es decir, tal que el pullback de la forma simpléctica {\displaystyle \omega \,} coincide con la propia forma simpléctica {\displaystyle \Phi ^{*}\omega =\omega \,}. Un difeomorfismo se llama canónico si preserva el paréntesis de Poisson definido sobre el álgebra de Poisson de la variedad, es decir:

{\displaystyle \{F,G\}\circ \Phi =\{F\circ \Phi ,G\circ \Phi \}}

Puede probarse que todo simplectomorfismo es un difeomorfismo canónico.
- Datos: Q1049064